# Dictamen de Benidorm
El Dictamen de la Academia Valenciana de la Lengua sobre los principios y criterios para la defensa de la denominación y la entidad del valenciano, también citado ocasionalmente como Dictamen de Benidorm, por haberse redactado en esta localidad valenciana (aunque también se redactó parcialmente en Valencia), es un acuerdo normativo de la Academia Valenciana de la Lengua aprobado el miércoles 9 de febrero de 2005 por el que se reconoce la unidad de la lengua valenciano-catalana, reivindicando la dualidad onomástica de la lengua, y que esta dualidad no sería un pretexto para ofrecer una visión fragmentada del idioma valenciano, pidiendo a los poderes públicos que eviten la instrumentalización política de la misma.
El texto considera que valenciano y lengua valenciana son denominaciones para referirse, tanto a la globalidad de la lengua, como a la modalidad idiomática propia de los valencianos, reivindicando que el valenciano, dentro del conjunto de hablas, tiene la misma jerarquía y dignidad que cualquier otra modalidad territorial del sistema lingüístico, y se piden versiones adaptadas al valenciano de aplicaciones informáticas o de diferente tipo de textos, como los religiosos. La Academia también formula en este texto su intención de preservar y potenciar las características propias del valenciano de acuerdo a la tradición lexicográfica y literaria propia y a la realidad lingüística valenciana.